# Herluino de Conteville
Herluino de Conteville (1001–1066), por vezes também referido como Herlwin of Conteville, foi o padrasto de Guilherme, o Conquistador, e pai de Odo de Bayeux e Roberto, Conde de Mortain, ambos os quais tornaram-se proeminente durante o reinado de Guilherme.

## Conteville e Sainte-Mère-Église
Nenhum registro contemporâneo oferece a filiação de Herluino, apesar de fontes muito mais posteriores terem-lhe atribuído pais. Era um senhor de renda moderada e alguma terra no lado sul do rio Sena. Era visconde de Conteville, provavelmente uma criação de seu enteado, e ostentava a honra de Sainte-Mère-Église, uma parte do condado de Mortain. Lá, fundou a abadia Grestain por volta de 1050 com seu filho Roberto.

## Casamento com Herleva
Para o começo do século XI, Conteville e suas dependências pareciam estar em suas mãos. Casou-se com Herleva de Falaise, a amante de Roberto I, duque da Normandia e já mãe de Guilherme, o Bastardo, mais tarde chamado de Guilherme, o Conquistador. Herluino e Herleva tinham dois filhos e duas filhas: Odo ou Eudes, que se tornou Bispo de Bayeux, e Roberto, que se tornou Conde de Mortain; ambos eram proeminente no reinado de seu meio-irmão Guilherme. As filhas: Emma, que se casou com Richard LeGoz ou Richard Goz (conde ou visconde de Avranches), e uma filha de nome desconhecido, às vezes chamada de Muriel, casou-se com Guillaume, Seigneur de la Ferté-Macé. Herluino é dito ter suportado lealmente o corpo de Guillaume ao seu túmulo em Caen depois que ele morreu na queima de Mantes.

## Casamento com Fredesendis
Herluino mais tarde se casou com Fredesendis, que é apontada como uma benfeitora da Abadia Grestain, e como a esposa de Herluin no relato de confirmação da abadia, datado de 1189. A abadia foi fundada por volta de 1050 por Herluino. Juntos tiveram dois filhos: Raoul de Conteville (morto entes de 1089), que mais tarde manteve terra em Somerset e Devon, e Jean de Conteville (que parece ter morrido jovem). Pouco se sabe sobre os filhos de seu segundo casamento.